# Dioscorea serpenticola
Dioscorea serpenticola là một loài thực vật có hoa trong họ Dioscoreaceae. Loài này được Hoque & P.K.Mukh. mô tả khoa học đầu tiên năm 2002.